# Havaika albociliata
Havaika albociliata är en spindelart som först beskrevs av Eugène Simon 1900.  Havaika albociliata ingår i släktet Havaika och familjen hoppspindlar. Inga underarter finns listade i Catalogue of Life.